# Liste von biolumineszenten Pilzen
Diese unvollständige Liste führt biolumineszente Pilze. Alle bisher bekannten biolumineszenten Pilze sind saprotroph und gehören zu den Agaricales. 2014 wurden 77 Arten gezählt.
Ursache ist die Oxidation von Luciferin durch das Enzym Luciferase in lebenden Zellen, wie im Artikel Foxfire beschrieben. Die Lichtemission geschieht bei einer Wellenlänge von 520 bis 530 nm, wird also als grün wahrgenommen. Die Biolumineszenz kann im Mycel und im Fruchtkörper auftreten, z. B. bei Panellus stipticus und Omphalotus olearius, oder im Mycel und in jungen Rhizomorphen, wie bei Armillaria mellea. Bei Roridomyces roridus tritt eine Biolumineszenz nur in den Sporen auf, bei Collybia tuberosa in den Sklerotien.

## Bilder

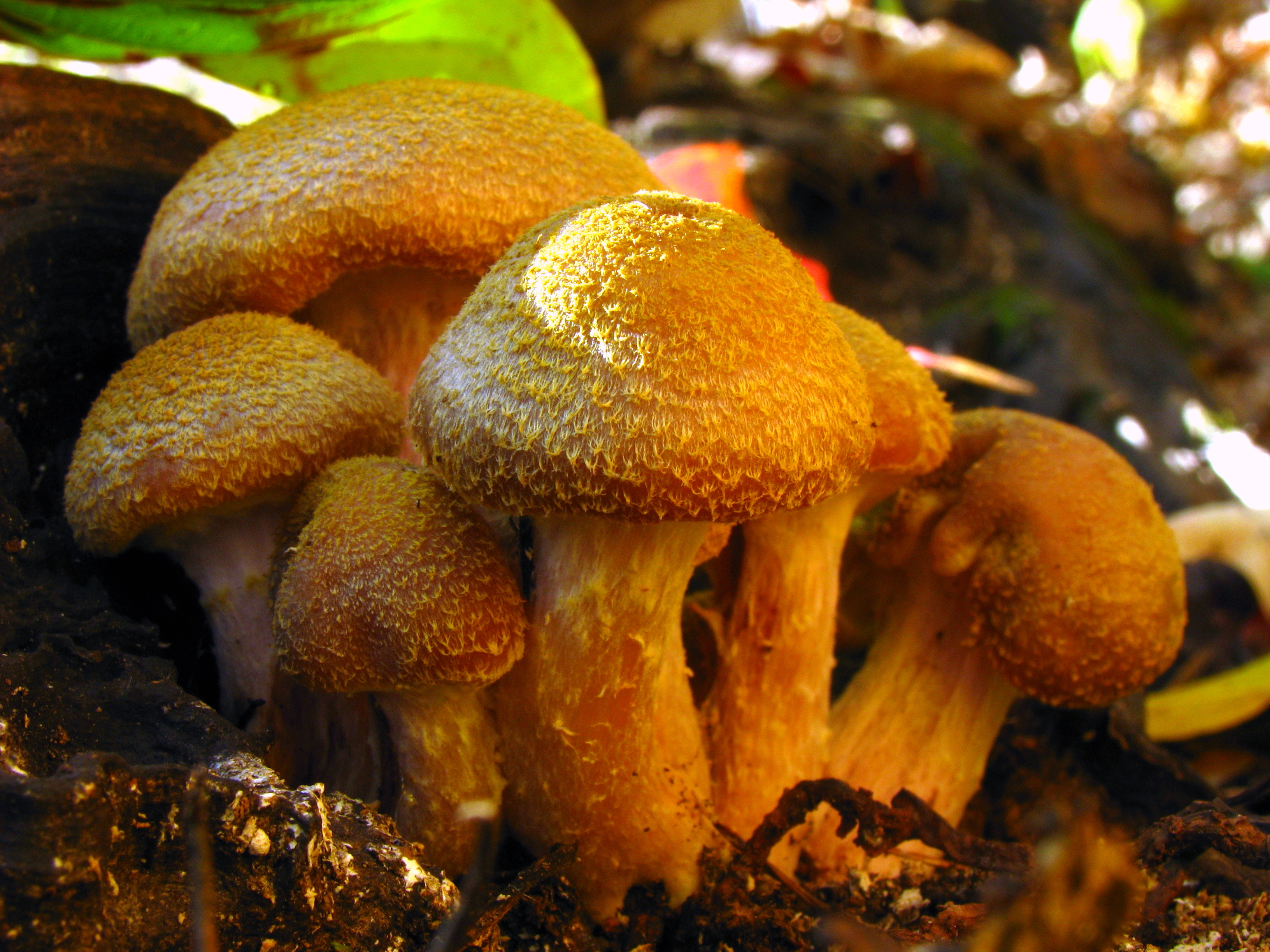
Armillaria gallica

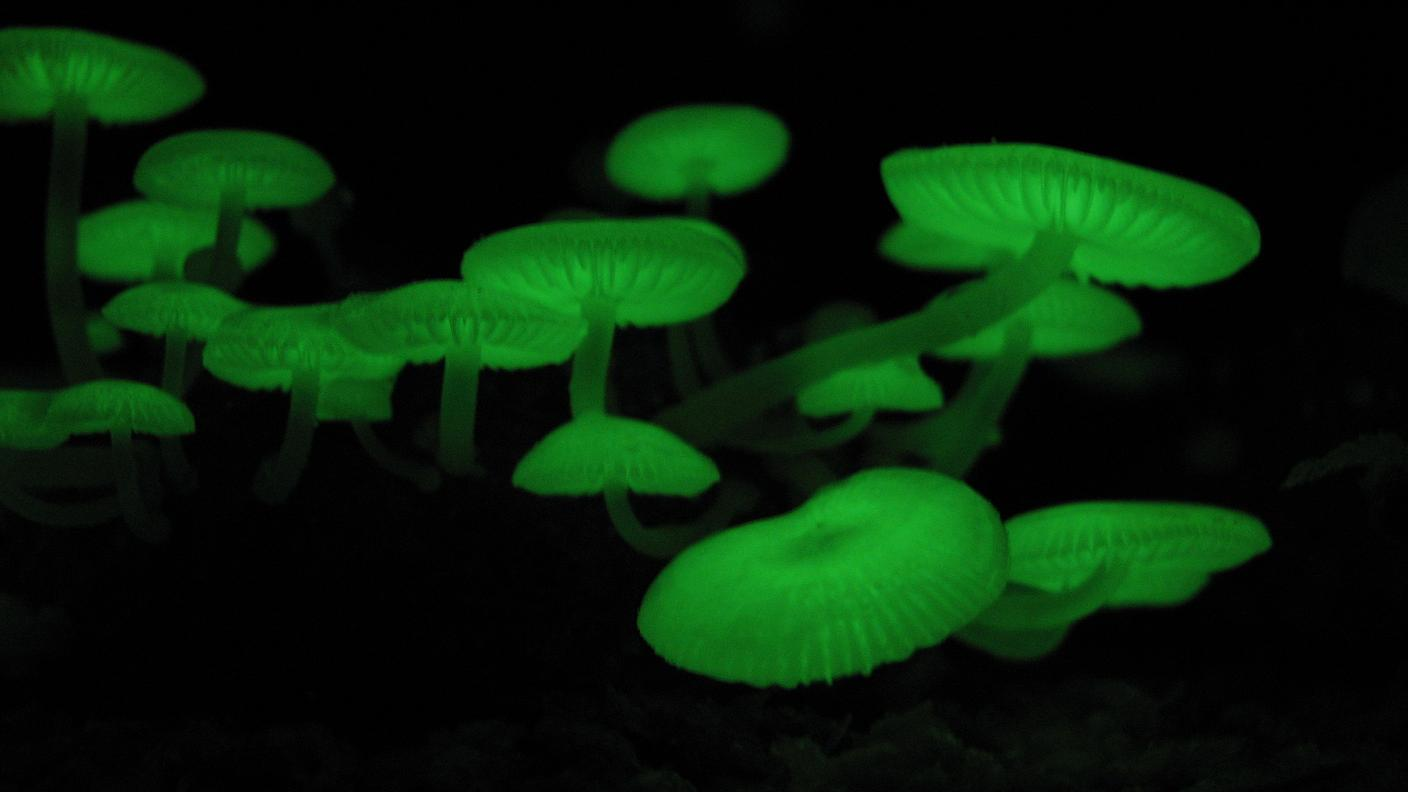
Mycena chlorophos

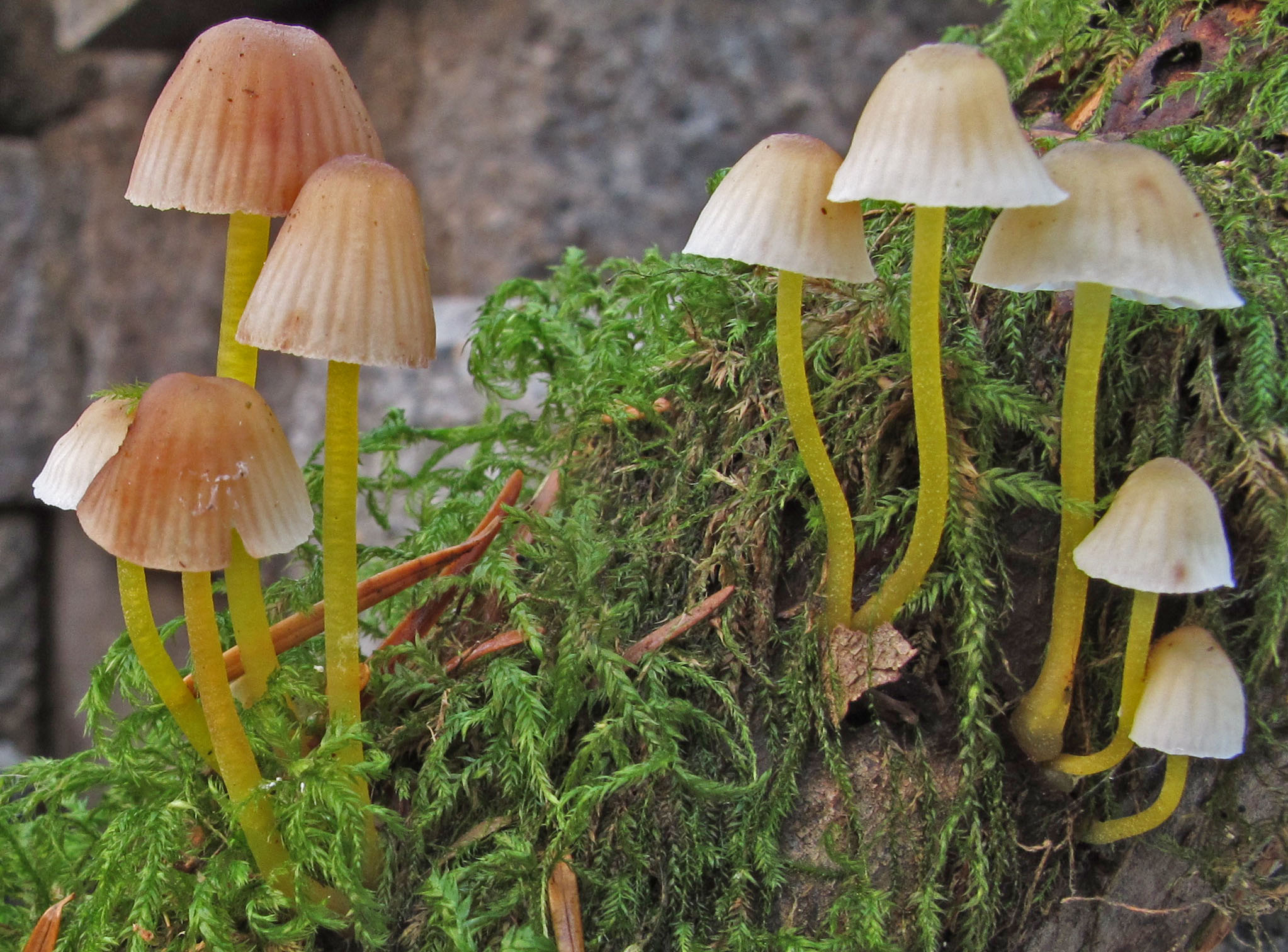
Mycena epipterygia

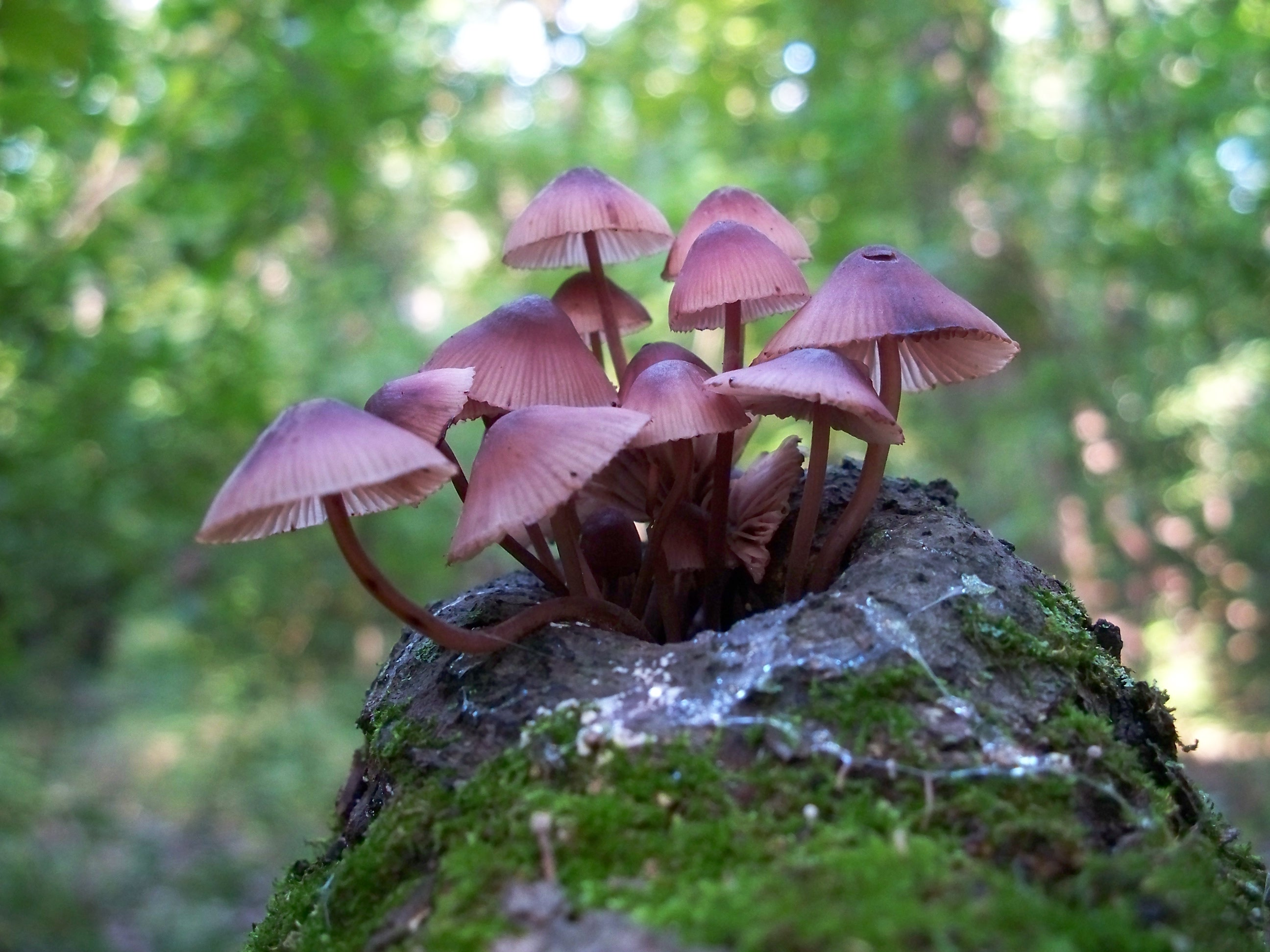
Mycena haematopus

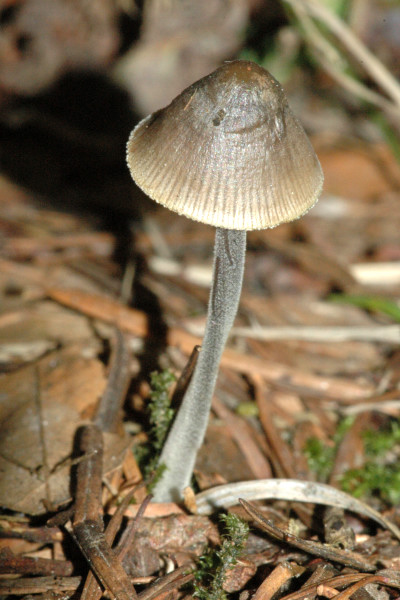
Mycena polygramma

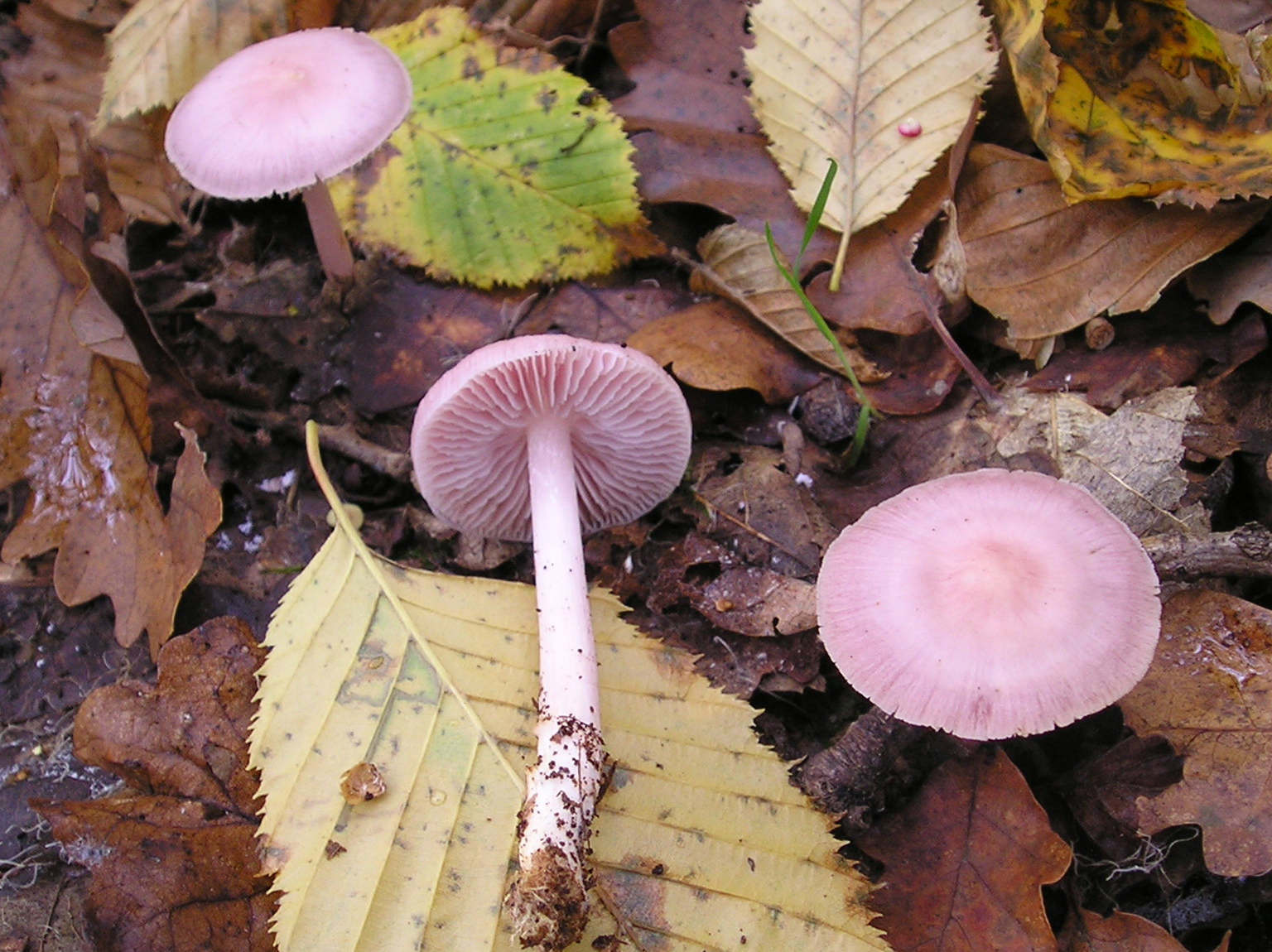
Mycena rosea

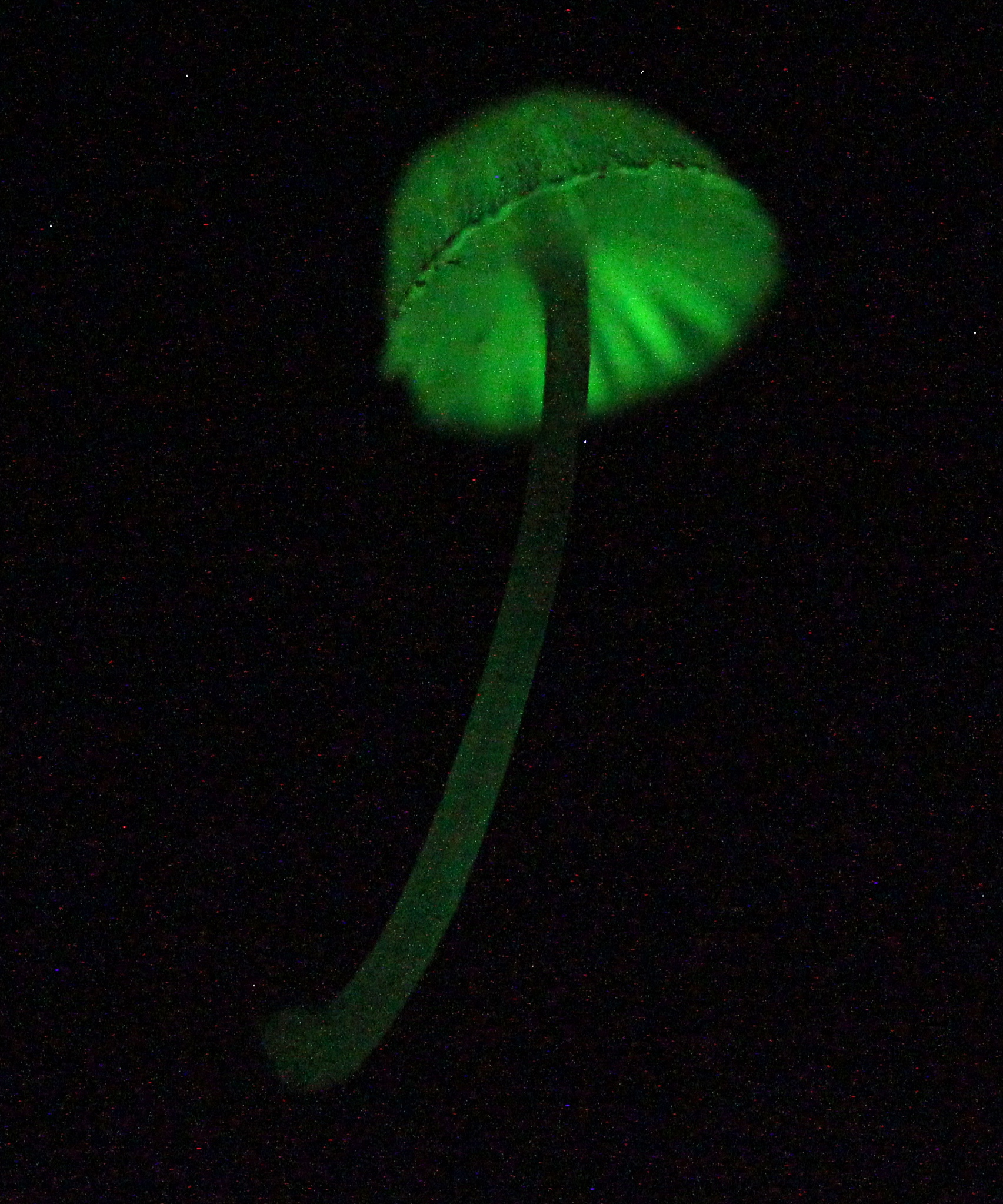
Mycena singeri

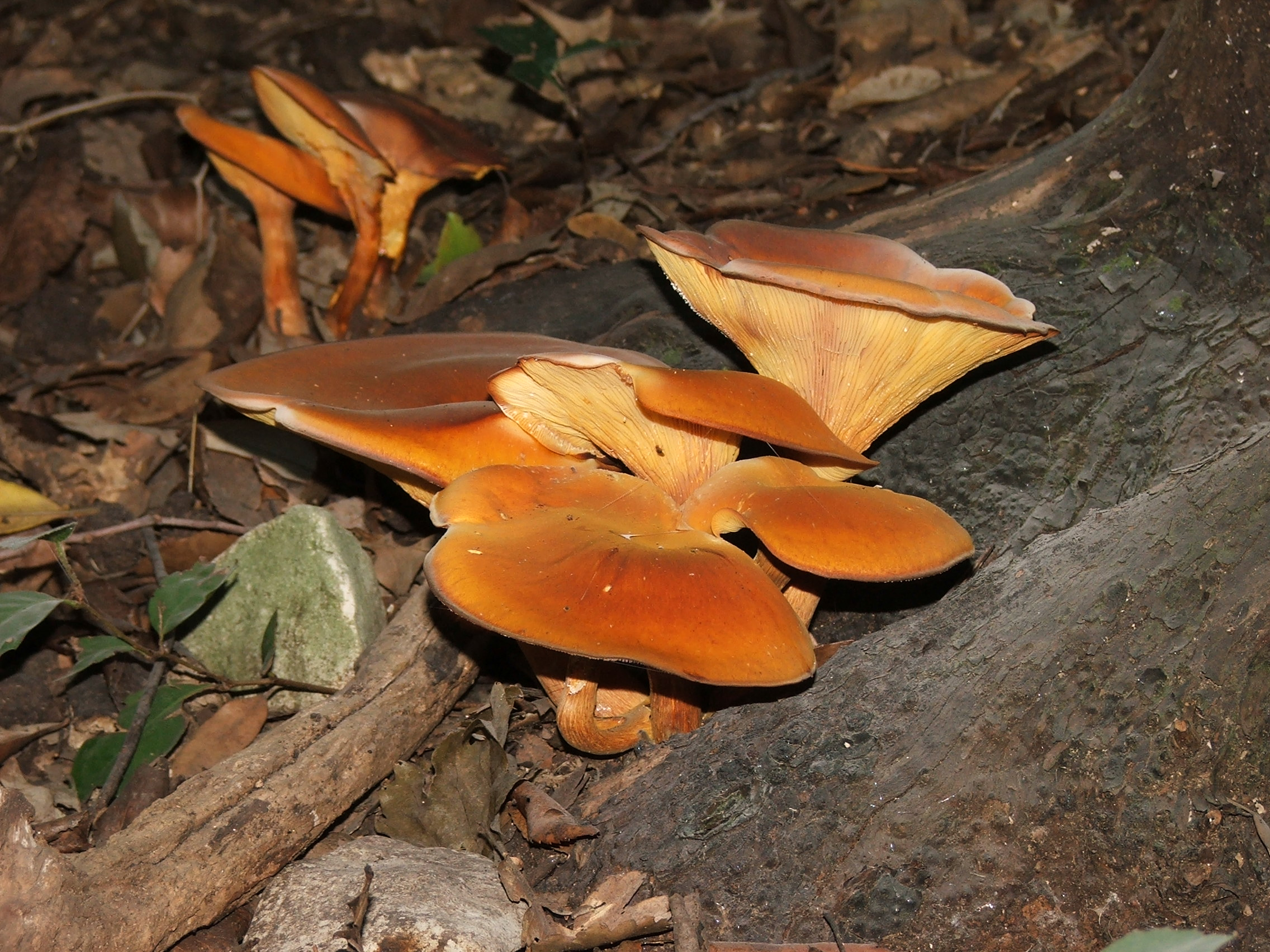
Omphalotus olearius

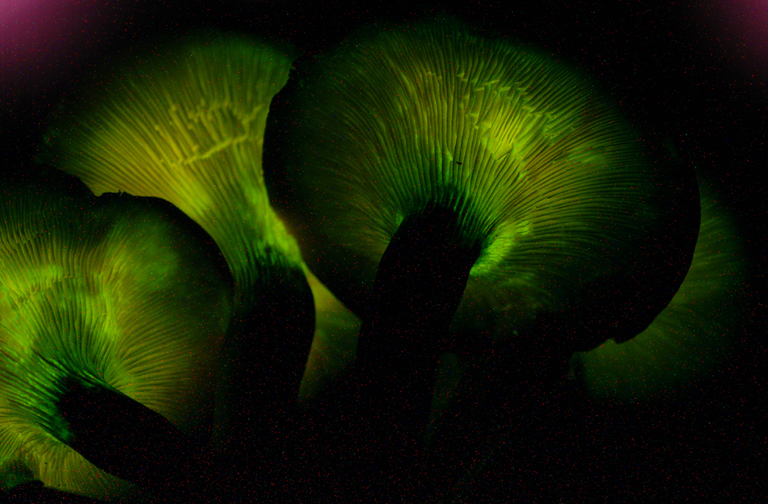
Lamellen von Omphalotus olearius

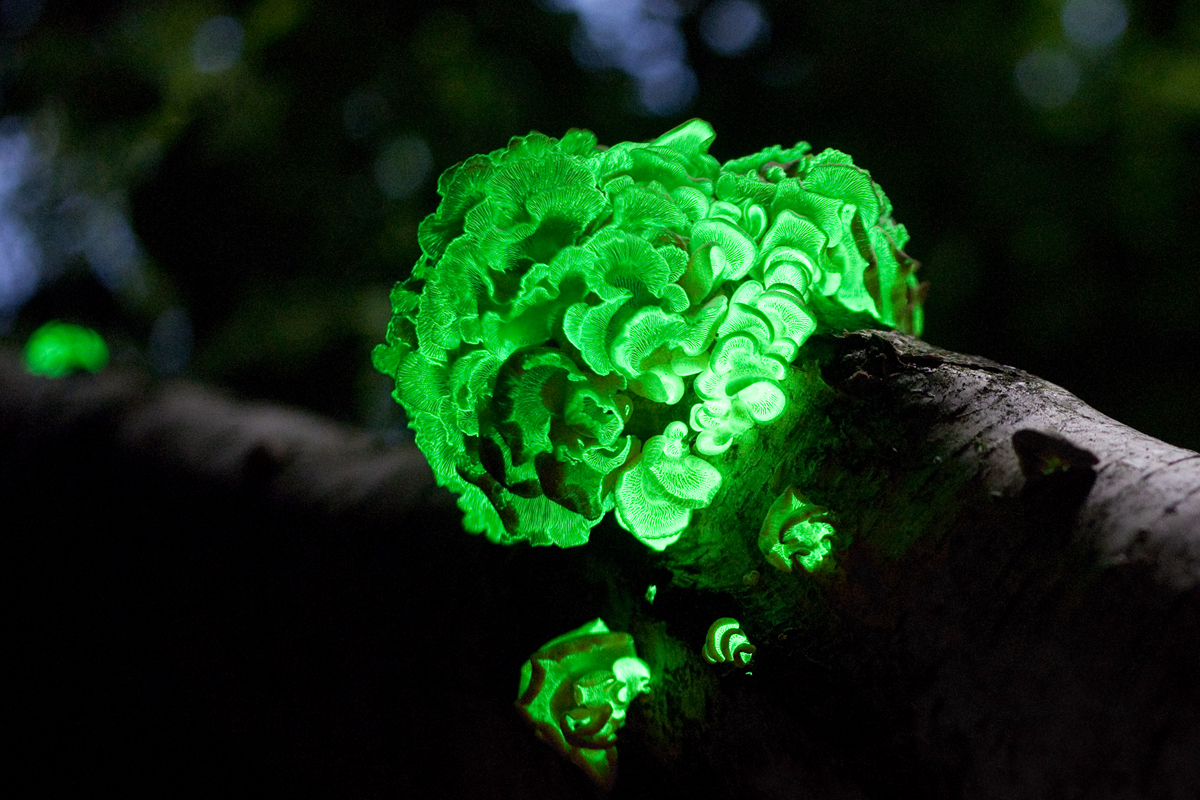
Panellus stipticus

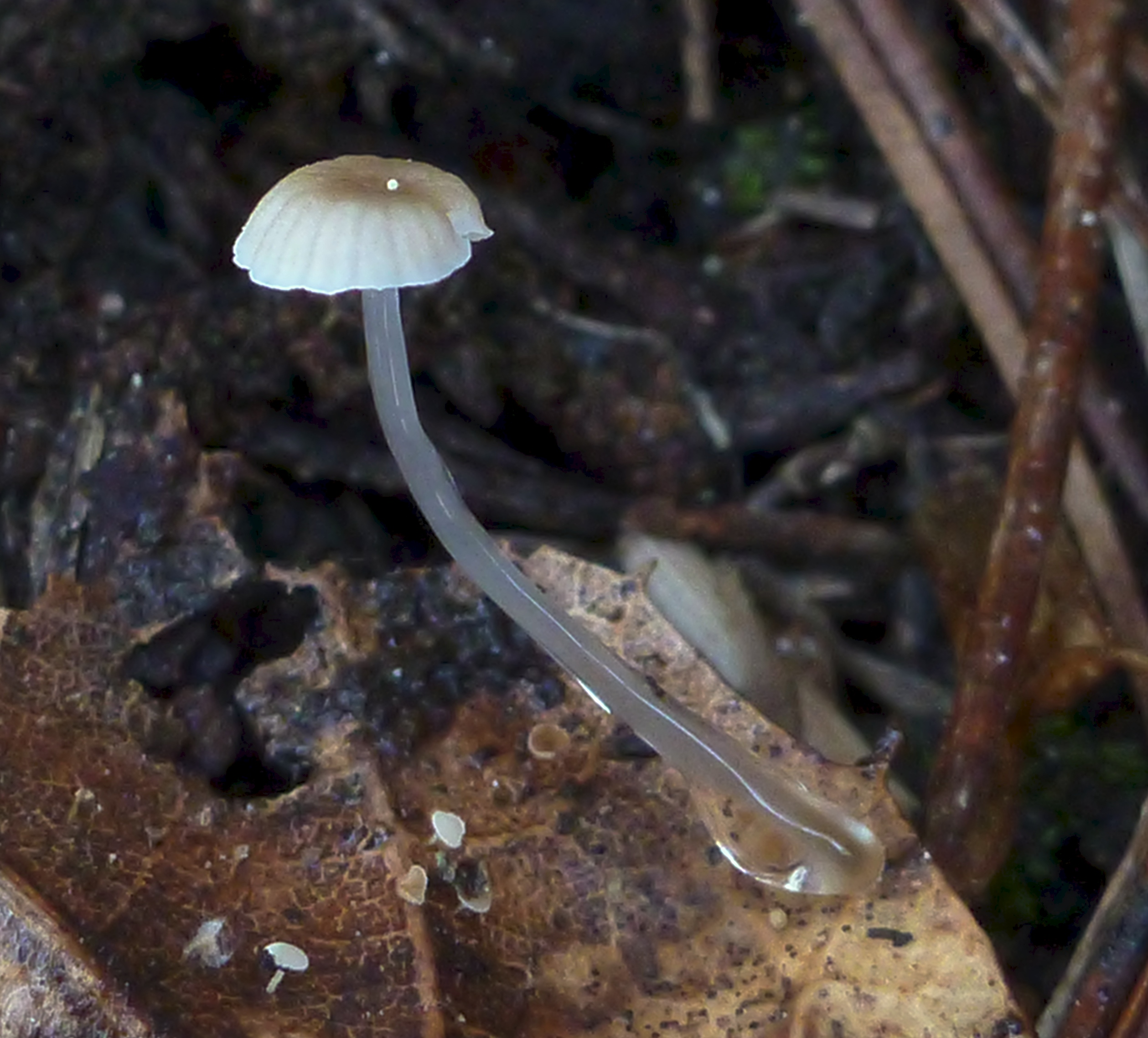
Roridomyces roridus

## Liste
Legende Kontinente:
AF Afrika

AU Australien

EU Europa

NA Nordamerika

CA Centralamerika

SA Südamerika

Die folgende Liste enthält 72 Arten in 72 Tabellenzeilen, Stand 3. September 2023.
| Binomial                                                                             | Lumineszenz | Lumineszenz  | Vorkommen                      | Einzelnachweise      |
| ------------------------------------------------------------------------------------ | ----------- | ------------ | ------------------------------ | -------------------- |
| Binomial                                                                             | Mycel       | Fruchtkörper | Vorkommen                      | Einzelnachweise      |
| Armillaria ectypa (Fr.) Lamoure                                                      | ja          | ja           | Eurasien                       | [ 10 ]               |
| Armillaria fuscipes Petch                                                            | ja          | nein         | Malaysien                      | [ 8 ] [ 11 ] [ 12 ]  |
| Armillaria gallica Marxm. & Romagn.                                                  | ja          | nein         | EU, NA                         | [ 13 ]               |
| Armillaria mellea (Valh.) P.Kumm.                                                    | ja          | nein         | EU, NA                         | [ 13 ]               |
| Armillaria ostoyae (Romagn.) Henrik                                                  | ja          | nein         | EU, NA                         | [ 14 ]               |
| Armillaria tabescens (Scop.) Emel                                                    | ja          | nein         | EU, NA                         | [ 13 ]               |
| Dictyopanus foliicolus Kobayasi                                                      | ja          | ja           | Japan                          | [ 15 ] [ 16 ]        |
| Dictyopanus pusillus var. sublamellatus Corner                                       | ?           | ja           | SA                             | [ 17 ]               |
| Filoboletus pallescens (Boedijn) Maas Geest.                                         | ?           | ja           | Malaysien                      | [ 18 ]               |
| Filoboletus yunnanensis P.G.Liu                                                      | ?           | ja           | China                          | [ 18 ]               |
| Gerronema viridilucens Desjardin, Capelari & Stevani                                 | ja          | ja           | SA                             | [ 19 ]               |
| Lampteromyces luminescens M.Zang                                                     | ?           | ja           | China                          | [ 20 ]               |
| Mycena asterina Desjardin, Capelari & Stevani                                        | ja          | ja           | SA                             | [ 21 ]               |
| Mycena cahaya A.L.C.Chew & Desjardin                                                 | ja          | ja           | Malaysien                      | [ 22 ]               |
| Mycena citricolor (Berk. & M.A.Curtis) Sacc.                                         | ja          | nein         | SA, CA                         | [ 12 ] [ 23 ]        |
| Mycena chlorophos (Berk. & M.A.Curtis) Sacc.                                         | ja          | ja           | Malaysien, Japan, Pazifik      | [ 17 ]               |
| Mycena daisyogunensis Kobayasi                                                       | ?           | ja           | Japan                          | [ 15 ]               |
| Mycena deeptha Aravind. & Manim.                                                     | ja          | nein         | Indien                         | [ 4 ]                |
| Mycena discobasis Metrod                                                             | ?           | ja           | SA, AF                         | [ 21 ]               |
| Mycena epipterygia (Scop.: Fr.) S.F.Gray                                             | ja          | nein         | EU, NA, Japan                  | [ 24 ]               |
| Mycena fera Maas Geest. & de Meijer                                                  | ?           | ja           | SA                             | [ 21 ]               |
| Mycena galopus (Pers.: Fr.) P.Kumm.                                                  | ja          | nein         | EU, NA, Japan                  | [ 12 ] [ 24 ] [ 25 ] |
| Mycena haematopus (Pers.: Fr.) P.Kumm.                                               | ja          | ja           | EU, NA, Japan                  | [ 25 ] [ 26 ]        |
| Mycena illuminans Henn.                                                              | ?           | ja           | Malaysien, Japan               | [ 17 ] [ 27 ] [ 28 ] |
| Mycena inclinata (Fr.) Quél.                                                         | ja          | nein         | EU, NA, AF                     | [ 11 ]               |
| Mycena kentingensis                                                                  |             | ja           | Taiwan                         | [ 5 ]                |
| Mycena lacrimans Singer                                                              | ?           | ja           | SA                             | [ 21 ]               |
| Mycena lamprospora (Corner) E.Horak                                                  | nein        | ja (spores)  | Malaysien, AU                  | [ 28 ] [ 29 ] [ 30 ] |
| Mycena lucentipes Desjardin, Capelari & Stevani                                      | ja          | ja           | SA, CA                         | [ 21 ]               |
| Mycena lux-coeli Corner                                                              | ?           | ja           | Japan                          | [ 17 ]               |
| Mycena luxaeterna B.A.Perry & Desjardin                                              | ja          | ja           | SA                             | [ 2 ]                |
| Mycena luxarboricola B.A.Perry & Desjardin                                           | nein        | ja           | SA                             | [ 2 ]                |
| Mycena luxperpetua B.A.Perry & Desjardin                                             | ja          | ja           | Puerto Rico                    | [ 2 ]                |
| Mycena maculata P.Karst.                                                             | ja          |              | EU, NA, AF                     | [ 25 ]               |
| Mycena manipularis (Berk.) Métrod                                                    | ja          | ja           | AU, Malaysien, Pacific islands |                      |
| Mycena manipularis var. microporus Kawam. ex Corner                                  | ?           | ja           | Pacific islands                | [ 17 ]               |
| Mycena noctilucens Kawam. ex Corner                                                  | ?           | ja           | Malaysien, Pacific islands     | [ 17 ] [ 28 ]        |
| Mycena noctilucens var. magnispora Corner                                            | ?           | ja           | Pacific islands                | [ 28 ]               |
| Mycena olivaceomarginata (Massee apud Cooke) Massee                                  | ja          | nein         | EU, NA                         | [ 11 ]               |
| Mycena polygramma (Bull.: Fr.) S.F.Gray                                              | ja          | nein         | AF, EU, NA, Japan              | [ 12 ] [ 24 ] [ 25 ] |
| Mycena pruinoso-viscida Corner                                                       | ?           | ja           | Malaysien                      | [ 17 ] [ 28 ]        |
| Mycena pruinoso-viscida var. rabaulensis Corner                                      | ?           | ja (spores)  | AU                             | [ 17 ] [ 28 ]        |
| Mycena pseudostylobates Kobayasi                                                     | ja          | ?            | Japan                          | [ 15 ]               |
| Mycena pura (Pers.: Fr.) P.Kumm.                                                     | ja          | nein         | EU, NA, SA, Japan              | [ 25 ]               |
| Mycena rosea (Bull.) Gramberg                                                        | ja          | nein         | EU                             | [ 25 ]               |
| Mycena sanguinolenta (Alb. & Schwein.: Fr.) P.Kumm.                                  | ja          | nein         | EU, NA, Japan                  | [ 24 ]               |
| Mycena seminau A.L.C.Chew & Desjardin                                                | ja          | ja           | Malaysien                      | [ 22 ]               |
| Mycena silvaelucens B.A.Perry & Desjardin                                            | ?           | ja           | Malaysien                      | [ 2 ]                |
| Mycena sinar A.L.C.Chew & Desjardin                                                  | ja          | ja           | Malaysien                      | [ 22 ]               |
| Mycena singeri Lodge                                                                 | ?           | nein         | SA, CA                         | [ 21 ]               |
| Mycena stylobates (Pers.: Fr.) P.Kumm.                                               | ja          | nein         | AF, EU, NA, Japan              | [ 24 ]               |
| Mycena sublucens Corner                                                              | nein        | ja           | Malaysien                      | [ 17 ]               |
| Mycena tintinnabulum (Fr.) Quél.                                                     | ja          | nein         | EU                             | [ 31 ]               |
| Mycena zephirus (Fr.: Fr.) P.Kumm.                                                   | ja          | nein         | EU                             | [ 24 ] [ 25 ]        |
| Neonothopanus gardneri (Berk. ex Gardner) Capelari, Desjardin, Perry, Asai & Stevani | ja          | ja           | SA                             | [ 3 ] [ 32 ]         |
| Neonothopanus nambi (Speg.) Petersen & Krisai-Greilhuber                             | ?           | ja           | AU, SA, CA, Malaysien          | [ 33 ]               |
| Nothopanus noctilucens (Lév.) Singer                                                 | ?           | ja           | Japan                          | [ 34 ] [ 35 ]        |
| Omphalotus illudens (Schwein.) Bresinsky & Besl.                                     | ja          | ja           | EU, NA                         | [ 8 ] [ 11 ] [ 12 ]  |
| Omphalotus japonicus (Kawam.) Kirchm. & O.K.Mill.                                    | ja          | ja           | Japan                          | [ 26 ] [ 36 ] [ 37 ] |
| Omphalotus mangensis (J.Li & X.Hu) Kirchm. & O.K.Mill.                               | ?           | ja           | China                          | [ 38 ]               |
| Omphalotus nidiformis (Berk.) O.K.Mill.                                              | ?           | ja           | AU                             | [ 39 ] [ 40 ]        |
| Omphalotus olearius (DC.: Fr.) Singer                                                | ja          | ja           | EU                             | [ 11 ]               |
| Omphalotus olivascens H.E.Bigelow, O.K.Mill. & Thiers                                | nein        | ja           | NA                             | [ 41 ]               |
| Panellus gloeocystidiatus (Corner) Corner                                            | ?           | ja           | Japan, Malaysien               | [ 16 ] [ 17 ] [ 42 ] |
| Panellus luminescens (Corner) Corner                                                 | ?           | ja           | Malaysien                      | [ 29 ] [ 42 ]        |
| Panellus pusillus (Pers. ex Lév.) Burdsall & O.K.Mill.                               | ja          | ja           | AF, AU, NA, SA, Malaysien      | [ 35 ] [ 43 ]        |
| Panellus stipticus (Bull.) P.Karst.                                                  | ja          | ja           | AU, AF, EU, NA, SA, Japan      | [ 12 ] [ 44 ]        |
| Pleurotus decipiens Corner                                                           | ?           | ja           | Malaysien                      | [ 33 ]               |
| Pleurotus eugrammus var. radicicolus Corner                                          | nein        | ja           | Japan, Malaysien               | [ 33 ]               |
| Poromycena hanedai Kobayasi                                                          | ?           | ja           | Japan                          | [ 15 ]               |
| Roridomyces irritans (E.Horak) Rexer                                                 | nein        | ja           | AU                             | [ 30 ]               |
| Roridomyces roridus (Fr.) Rexer                                                      | ja          | nein         | EU, NA, SA, Japan              | [ 45 ]               |